# 不能相愛的兩個人
《不能相愛的兩個人》是於2022年1月10日至3月21日在NHK綜合頻道「夜劇」時段播出的日本電視劇，岸井雪乃、高橋一生雙人主演，共8集。編劇吉田惠里香憑本作獲得第40屆向田邦子獎。故事講述對戀愛與性愛缺乏意願的超市企劃課員工兒玉咲子，與無浪漫傾向的無性戀超市員工高橋羽的同居生活。

## 故事概要
兒玉咲子是個性友善，但對愛情或性缺乏興趣的超市企劃課員工，她也為此感受到自己與家庭和社會有所隔閡。以參觀公司後輩策劃的“Love 〇〇”活動產品為機緣，咲子認識同樣在超市任職的店員高橋羽，被後者告知「有些人不會戀愛」。 咲子與最好的朋友門脅千鶴原本有意願在外共租套房生活，但這項計劃因為千鶴和前男友復合作罷，令咲子再次面對自己與眾人不同的情感觀。咲子無意間從某個部落格獲知了「無性戀」的性傾向，還有高橋正是該部落格的作者，於是向高橋說明自身的情況兼提出成為同居家人的請求，高橋同意將此視為成為正式家庭之前的試驗，兩者將這段關係稱作「（臨時）家庭」，咲子也搬進高橋的住處展開同居生活。當兩人展開同居生活不久，咲子的母親兒玉櫻發現他們住在一起，兩者假裝情侶拜訪兒玉一家，將高橋介紹給咲子的家人。面對著這個與自己特性格格不入的「正常家庭」，咲子感到心煩意亂，最終她向家人們坦承自己與高橋的無性戀傾向，偕同高橋在家人們的困惑不解中離去。
另一方面，曾經與咲子交往的前同事松岡一發現了她的性取向，甚至將咲子和高橋誤認成是戀人。嫉妒的松岡和高橋在門口的樓梯上發生爭執，結果高橋為了救不慎跌下樓梯的松岡而受傷，必須有一段期間仰賴輪椅行動，松岡聲稱自己會協助照顧高橋直到他康復，跟著住進高橋家，希望藉此理解咲子等人。起先咲子與高橋因為松岡屢次將他們的互動解讀為男女之情、肆無忌憚提及高橋不喜歡的性話題，對松岡感到反感，但是松岡也逐漸融入兩者的生活，並且在高橋傷勢好轉至一定程度時，向咲子詢問能否在不尋求愛情或性關係的狀況，接受他成為家人，認為這並不是壞事。猶豫不決的咲子準備和千鶴相談，發現千鶴將美容院搬到了小田原的一家分店，還連帶更改地址和電話號碼。由於松岡與高橋的建議，咲子親自拜訪千鶴，結果意外得知千鶴其實是對咲子抱有戀情的關係，才會在取消與咲子合租套房的想法和斷絕聯繫，試圖忘記這段感情，這次事件讓咲子返回高橋與松岡的身邊後，向松岡表明不希望他處在忍受不快樂的互動關係，祝後者幸福。松岡同意後決定正式搬離兩者的住處，高橋則默默陪伴著邊哭邊嘗著他準備的飯菜的咲子。
新年來臨，當咲子和高橋慶祝同居的第一個新年時，咲子身懷第二胎的妹妹石川稔帶著女兒摩耶趕到了高橋家，原來是稔發現丈夫大輔外遇飽受打擊而考慮離婚。咲子告訴稔，無論她選擇哪條路，她都會站在她這邊，最終稔平安地產下孩子，兒玉一家關切稔的狀態，同時禮貌地拒絕大輔。風波過後，咲子思考著自己和高橋一家人的未來，想和高橋討論此事，但是卻無法很好地展開對話。高橋被提拔為任職超市的店長代理，爲和自己喜歡的蔬菜的關繫減少而煩惱，當咲子建議他可考慮有關蔬果的工作時，高橋坦言他會有所遲疑，主因在於職涯轉換的年齡因素與守護這間祖母遺留的家，不想離開離家近的這個工作崗位。咲子因為工作的關係結識蔬菜栽培公司的社長猪塚遙，盡管兩者交流甚歡，知道她曾經考慮和高橋結婚，高橋的祖母也強烈推薦結婚，遙仍因為無法接受而終止了這段關係。後來遙向通過咲子再會的高橋詢問，不要被祖母束縛，要過自己的生活，推薦自己公司經營的移居地方開始農業的“農家出道”，讓高橋可以搬到鄉下開始務農。高橋最終仍拒絕了這項提議。
咲子身陷迷惑之際，受松岡與母親的鼓勵與支持，決定和高橋詳談，表明自己不希望與高橋解除「（臨時）家庭」的關係後變回孤身一人，提出自己繼續住在祖母家裡守護這個家，高橋只需要務農過著培養喜歡的蔬菜的生活即可。高橋聞言落淚，接受這項提議，兩者的關係並不拘泥於同居，同時兩者也不再將彼此的關係當成「臨時關係」看待。後來，高橋在別處務農，咲子則繼續住在高橋家，兩者保持連繫。咲子稱道自己很滿足於這樣的生活，盡管旁人多有怨言，最終咲子在個人獨白以「自己的幸福和生活方式，還是由自己决定」，表達對自己決定自身幸福的決心，為全劇畫下句點。

## 角色介紹

### 主角
兒玉咲子（飾：岸井雪乃）
本作女主角，超市企劃課員工。因為待人友善而受到歡迎，但在經歷過往的戀情與職場前輩告白，還有見識眾人的戀愛觀後，對主流戀愛觀產生疑惑，認為自己戀愛與性愛缺乏意願。因緣際會邂逅高橋羽，展開無性無愛的同居生活，同時從後者身上獲得不少啟示。
高橋羽（飾：高橋一生）
本作男主角，無浪漫傾向的無性戀超市蔬果課員工，同時是部落格的作者，熱愛蔬果。由於過去被父母拋棄的經歷，厭惡強加價值觀給他人與離不開孩子的父母。與咲子同居。

### 親友相關
松岡一（飾：濱正悟）
咲子的前男友，超市員工。前期得知咲子與高橋的同居關係後，多番質疑批評兩者的互動關係。但後來接受咲子與高橋的關係。
門脇千鶴（飾：小島藤子）
咲子的女性友人，美容師。故事初期因為與前男友分手，準備和咲子相約共同租屋生活，但和前男友復合而作罷。由於說出希望咲子找到命定之人的話，讓咲子再度深思親密關係。後揭露對咲子曾抱有戀愛情感，但最終放棄對咲子的感情遷居小田原地區。
石川みのり（いしかわ みのり）（飾：北香那）
咲子的妹妹，石川大輔的妻子，本名「兒玉みのり」，與丈夫育有一女摩耶。故事初期正懷上第二胎，在第六集平安產下孩子。由於居住地離娘家不遠，時常往返娘家。曾因為和丈夫對咲子的感情觀感到不解，為此得罪咲子。
石川大輔
咲子的妹夫，在學校擔任教職，個性輕浮。後期因為外遇導致和妻子關係緊張。
兒玉さくら（こだま さくら）（飾：西田尚美）
咲子的母親。秉持女性便應該結婚的想法，頻繁向咲子施壓造成後者困擾。故事後期接受了咲子的意願。
兒玉博實（こだま ひろみ）（飾：小市慢太郎）
咲子的父親。與妻子同樣擔心對婚姻欠缺意願的咲子。

## 外部連結
- 官方網站（日語）
- 互联网电影数据库（IMDb）上《不能相愛的兩個人》的资料（英文）